# Funding Circle
Funding Circle (с англ. — «Финансирующий круг») — площадка, позволяющая частным инвесторам ссужать деньги напрямую малому и среднему бизнесу путем корпоративных кредитов для малых и средних предприятий (МСП). Платформа Funding Circle была основана в 2010 году. С момента основания Funding Circle предоставила посреднические услуги более чем 90 000 компаний на сумму более 10 миллиардов евро. Кредитование осуществляется за счет привлечения институциональных и более 85 000 частных инвесторов по всему миру. Funding Circle был первым онлайн-провайдером корпоративных займов через одноранговые кредиты в Великобритании. С 2013 года работает в США, с 2014 года в Германии и Нидерландах.

## История
Funding Circle была основана в ответ на недостаточное обслуживание малого бизнеса традиционными банками в период  финансового кризиса 2007-09 годов, по итогам встречи Самира Десаи, Джеймса Микингса и Эндрю Маллингера, которые в 2008 году впервые обсудили идею рынка однорангового кредитования. В 2009 году Десаи, Микингс и Маллингер стали соучредителями компании Funding Circle, официально открывшейся в августе 2010 года. После поглощения в октябре 2015 года компании Zencap, основанной Rocket Internet в 2014 году, Funding Circle начинает активно работать на немецком рынке. Немецкий офис компании Funding Circle Deutschland GmbH находится в Берлине. Funding Circle котируется на Лондонской фондовой бирже с октября 2018 года с первоначальной оценкой в 1,5 миллиарда фунт стерлингов. Стоимость акций составляла 440 пенсов каждая. Несмотря на статус Funding Circle как «единорога» в секторе стартапов, цена IPO в целом не оправдала ожиданий.

## Бизнес модель
Funding Circle — это онлайн-площадка, на которой частные и институциональные инвесторы ссужают деньги малым и средним предприятиям (МСП). Funding Circle осуществляет оценку рисков, брокерские услуги по ссуде и обработку платежей, а также погашение ссуды, включая управление дебиторской задолженностью. Чтобы обработать процесс как можно проще и быстрее, чем это обычно бывает с банками, Funding Circle, как и другие платформы онлайн-кредитования, применяет для заемщиков современные методы цифровизации.

### Для заемщиков
Немецкие компании могут подать заявку на получение через платформу ссуды в рассрочку (аннуитетные ссуды) от 5000 до 250 000 евро на максимальный срок 60 месяцев. На процентную ставку (начинается от 1,69 процента) влияет класс риска. Точные условия (процентные ставки и сроки) различаются в разных странах, в которых действует Funding Circle. В отличие от банков, Funding Circle позволяет без каких-либо дополнительных затрат, досрочно погасить корпоративный заем в любое время.
Запрос компании на финансирование подается с помощью онлайн-формы, через которую также могут быть загружены все необходимые документы для проверки кредитоспособности. В Германии необходимо подать следующие документы:
- Годовая финансовая отчетность за последние два года (отчеты о прибылях и убытках, балансы);
- Текущие оценки бизнеса (не старше двух месяцев, в т.ч. итоги и балансовые ведомости),
- Выписки из коммерческого банка за последние три месяца.

По итогам получения всех требуемых документов начинается проверка кредитоспособности. По правилам Funding Circle, предложение о кредите может быть сделано уже через 24 часа, а сумма должна быть выплачена в течение семи дней.

### Для инвесторов
Немецкие частные инвесторы могут использовать краудлендинг для инвестирования от 100 евро до 5000 евро на проект. Чистая прибыль Funding Circle составляет от 5 до 7%. На публичной онлайн-площадке инвесторы могут получить следующую информацию о компаниях:
- Сумма кредита, класс риска и продолжительность отдельных проектов

Зарегистрированные инвесторы также получают дополнительную информацию о компании, целях финансирования и финансовых показателях.

## Операции
Funding Circle позволяет инвесторам предлагать деньги напрямую небольшим компаниям.  Компании могут занимать до 1 миллиона фунтов стерлингов в Великобритании, до $500 000 в США и до €250 000 в Германии и Нидерландах на срок до 60 месяцев.  Первоначально ставка по ссуде была установлена на аукционе, но с сентября 2015 года Funding Circle определяет предлагаемую ставку по ссуде в зависимости от категории риска и срока ссуды.

## Риски
Использование платформы Funding Circle не гарантирует, в отличие от сберегательного счета или предложений срочных вкладов, возврат средств инвесторам. Инвесторы могут потерять деньги в случае несостоятельности основного кредита или его невыполнения.  Funding Circle ограничивает этот риск посредством проверки кредитоспособности на основе специально разработанного алгоритма. Основываясь на большом количестве данных, алгоритм проводит оценку и присваивает класс риска каждому проекту (от A + до E, E означает наивысший риск). Затем полученные результаты проверяются опытными кредитными аналитиками и исходя из этого делается предложение.
В 2018 году Funding Circle подверг стресс-тесту свой германский портфель, чтобы лучше оценить риск для инвесторов в случае рецессии. Итогом этого стресс-теста было заявление, что инвесторы получат положительную прибыль даже в случае рецессии.

## Инвесторы
Согласно собственной информации, Funding Circle — это одна из лучших в мире платформ такого рода. С 2010 года инвесторы по всему миру привлекли около 630 миллионов евро. В число инвесторов входят венчурные капиталисты из Facebook, Twitter, Skype и Betfair, и в совокупности они управляют более чем 5 триллионами долларов.